# Rufeccopsis
Rufeccopsis is een geslacht van vlinders van de familie bladrollers (Tortricidae).

## Soorten
- R. brunneograpta Razowski, 2008
- R. rufescens (Meyrick, 1913)